# Breguzzo
Breguzzo (deutsch veraltet: Bregutz) ist eine Fraktion der italienischen Gemeinde (comune) Sella Giudicarie in der Provinz Trient, Region Trentino-Südtirol. 

## Geographie
Der Ort liegt etwa 45 Kilometer westlich von Trient auf einer Höhe von 798 m s.l.m. im Tal des Arnò in den Inneren Judikarien. Breguzzo ist eingebettet zwischen den Gardaseebergen im Osten und der Adamellogruppe im Westen. 

## Geschichte
Breguzzo war bis 2015 eine eigenständige Gemeinde. Am 1. Januar 2016 schlossen sich die Gemeinden Breguzzo, Bondo, Lardaro und Roncone zur neuen Gemeinde Sella Giudicarie zusammen. Die Gemeinde Breguzzo hatte am 31. Dezember 2015 569 Einwohner auf einer Fläche von 35,1 km². Nachbargemeinden waren Bolbeno, Bondo, Daone, Roncone, Tione di Trento und Villa Rendena.

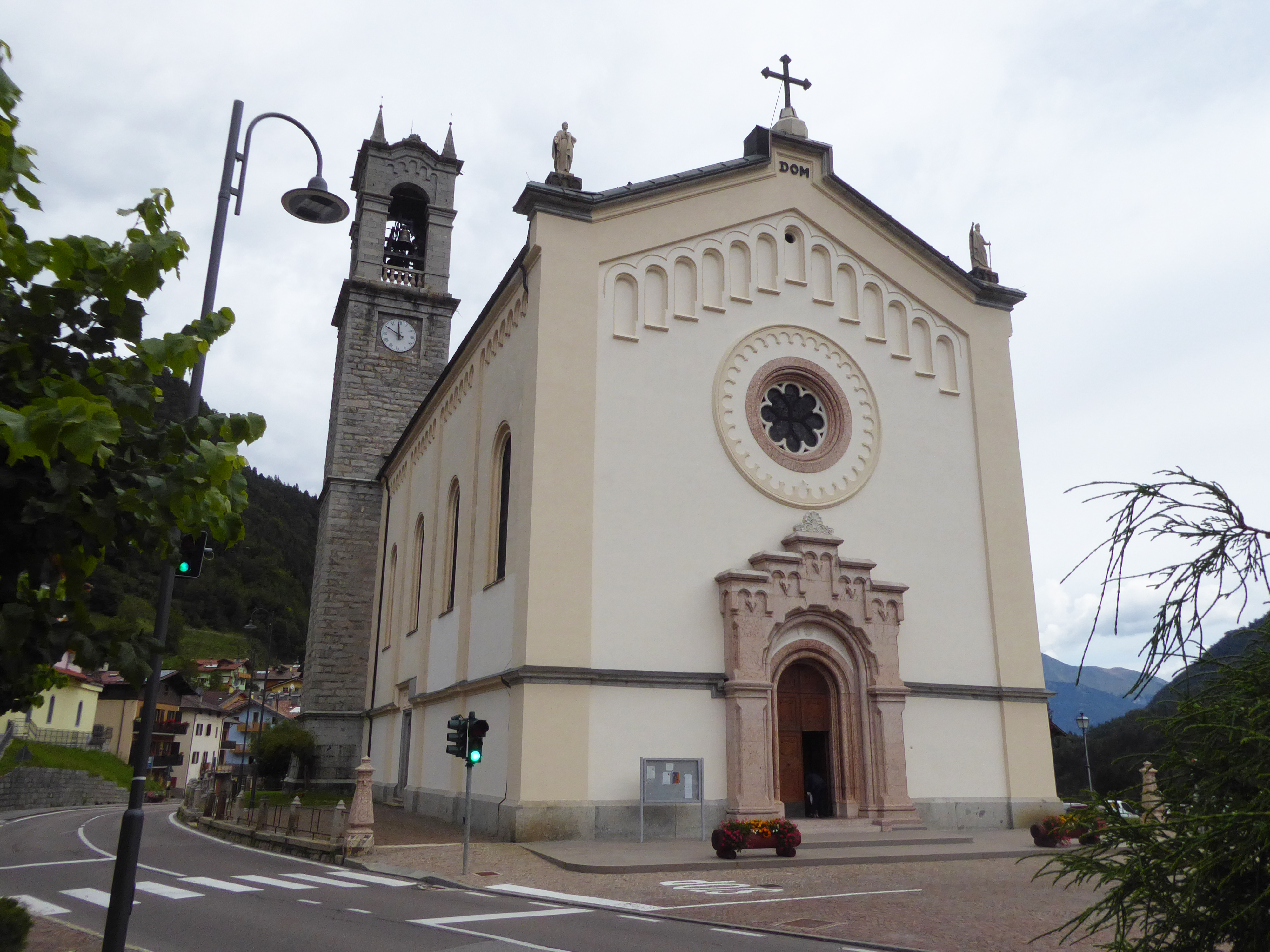
Neue Pfarrkirche S. Andrea
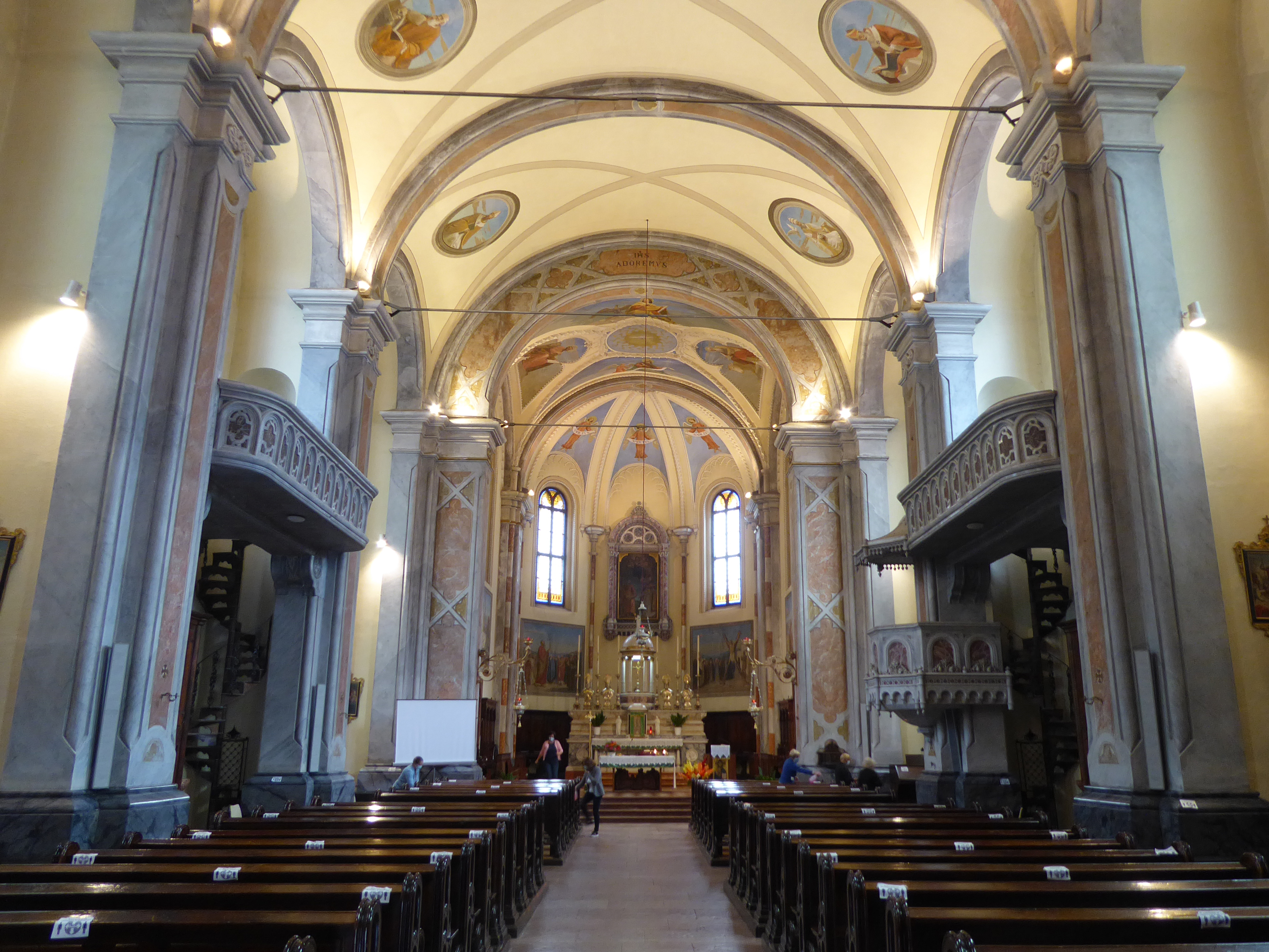
Innenraum der neuen Pfarrkirche S. Andrea
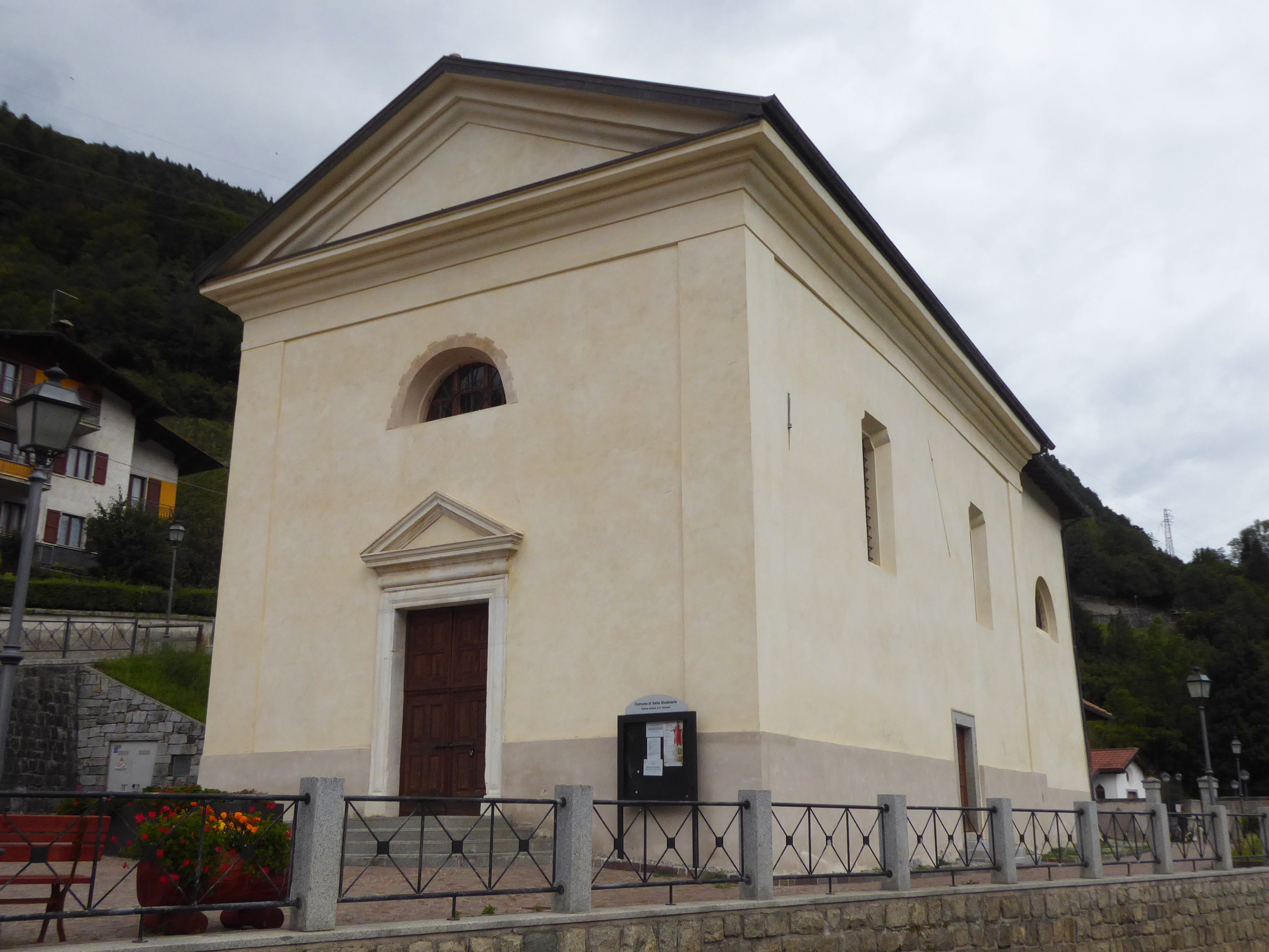
Alte Pfarrkirche S. Andrea

## Verkehr
Durch das ehemalige Gemeindegebiet führt die Strada Statale 237 del Caffaro von Brescia nach Calavino.